# Canada Masters 2002 - Qualificazioni singolare maschile
Le qualificazioni del singolare maschile del Canada Masters 2002 sono state un torneo di tennis preliminare per accedere alla fase finale della manifestazione. I vincitori dell'ultimo turno sono entrati di diritto nel tabellone principale. In caso di ritiro di uno o più giocatori aventi diritto a questi sono subentrati i lucky loser, ossia i giocatori che hanno perso nell'ultimo turno ma che avevano una classifica più alta rispetto agli altri partecipanti che avevano comunque perso nel turno finale.
Le qualificazioni del torneoCanada Masters  2002 prevedevano 32 partecipanti di cui 8 sono entrati nel tabellone principale.

## Teste di serie
1. Paradorn Srichaphan (Qualificato)
2. Taylor Dent (Qualificato)
3. Vince Spadea (Qualificato)
4. Radek Štěpánek (ultimo turno)
5. Kristian Pless (ultimo turno)
6. Hyung-Taik Lee (Qualificato)
7. Kenneth Carlsen (Qualificato)
8. George Bastl (ultimo turno)

1. Cecil Mamiit (ultimo turno)
2. Alex Kim (Qualificato)
3. Harel Levy (primo turno)
4. Noam Okun (ultimo turno)
5. Cyril Saulnier (Qualificato)
6. Noam Behr (ultimo turno)
7. Wayne Black (primo turno)
8. Gastón Etlis (primo turno)

## Qualificati
1. Paradorn Srichaphan
2. Taylor Dent
3. Vince Spadea
4. Cyril Saulnier

1. Wayne Black
2. Hyung-Taik Lee
3. Kenneth Carlsen
4. Alex Kim

## Tabellone

### Legenda
| - Q = Qualificato - WC = Wild card - LL = Lucky loser | - ALT = Alternate - SE = Special Exempt - PR = Protected Ranking | - w/o = Walkover - r = Ritirato - d = Squalificato |

### Sezione 1
|  | Primo turno | Primo turno         | Primo turno         | Primo turno | Primo turno |  |  | Ultimo turno | Ultimo turno        | Ultimo turno        | Ultimo turno | Ultimo turno |  |
|  |             |                     |                     |             |             |  |  |              |                     |                     |              |              |  |
|  | 1           | Paradorn Srichaphan | Paradorn Srichaphan | 6           | 6           |  |  |              |                     |                     |              |              |  |
|  |             | Marco Chiudinelli   | Marco Chiudinelli   | 3           | 3           |  |  | 1            | Paradorn Srichaphan | Paradorn Srichaphan | 7            | 6            |  |
|  | 14          | Noam Behr           | Noam Behr           | 6           | 6           |  |  | 14           | Noam Behr           | Noam Behr           | 5            | 3            |  |
|  |             | Philip Gubenco      | Philip Gubenco      | 4           | 0           |  |  |              |                     |                     |              |              |  |

### Sezione 2
|  | Primo turno | Primo turno    | Primo turno    | Primo turno | Primo turno |  |  | Ultimo turno | Ultimo turno | Ultimo turno | Ultimo turno | Ultimo turno |  |
|  |             |                |                |             |             |  |  |              |              |              |              |              |  |
|  | 2           | Taylor Dent    | Taylor Dent    | 6           | 6           |  |  |              |              |              |              |              |  |
|  |             | Amir Hadad     | Amir Hadad     | 4           | 3           |  |  | 2            | Taylor Dent  | Taylor Dent  | 6            | 7            |  |
|  | 9           | Cecil Mamiit   | Cecil Mamiit   | 6           | 7           |  |  | 9            | Cecil Mamiit | Cecil Mamiit | 4            | 6            |  |
|  |             | David Prinosil | David Prinosil | 2           | 610         |  |  |              |              |              |              |              |  |

### Sezione 3
|  | Primo turno | Primo turno    | Primo turno    | Primo turno | Primo turno |  |  | Ultimo turno | Ultimo turno | Ultimo turno | Ultimo turno | Ultimo turno |  |
|  |             |                |                |             |             |  |  |              |              |              |              |              |  |
|  | 3           | Vince Spadea   | Vince Spadea   | 7           | 6           |  |  |              |              |              |              |              |  |
|  |             | José de Armas  | José de Armas  | 64          | 1           |  |  | 3            | Vince Spadea | 6            | 4            | 6            |  |
|  | 12          | Noam Okun      | Noam Okun      | 6           | 6           |  |  | 12           | Noam Okun    | 4            | 6            | 2            |  |
|  |             | Nicolás Todero | Nicolás Todero | 1           | 4           |  |  |              |              |              |              |              |  |

### Sezione 4
|  | Primo turno | Primo turno      | Primo turno      | Primo turno | Primo turno |  |  | Ultimo turno | Ultimo turno   | Ultimo turno   | Ultimo turno | Ultimo turno |  |
|  |             |                  |                  |             |             |  |  |              |                |                |              |              |  |
|  | 4           | Radek Štěpánek   | Radek Štěpánek   | 6           | 7           |  |  |              |                |                |              |              |  |
|  |             | Jeff Salzenstein | Jeff Salzenstein | 3           | 65          |  |  | 4            | Radek Štěpánek | Radek Štěpánek | 62           | 4            |  |
|  | 13          | Cyril Saulnier   | Cyril Saulnier   | 6           | 6           |  |  | 13           | Cyril Saulnier | Cyril Saulnier | 7            | 6            |  |
|  |             | Dejan Cvetkovic  | Dejan Cvetkovic  | 2           | 4           |  |  |              |                |                |              |              |  |

### Sezione 5
|  | Primo turno | Primo turno     | Primo turno     | Primo turno | Primo turno |  |  | Ultimo turno | Ultimo turno   | Ultimo turno   | Ultimo turno | Ultimo turno |  |
|  |             |                 |                 |             |             |  |  |              |                |                |              |              |  |
|  | 5           | Kristian Pless  | 4               | 6           | 6           |  |  |              |                |                |              |              |  |
|  |             | Christian Vinck | 6               | 2           | 2           |  |  | 5            | Kristian Pless | Kristian Pless | 3            | 6(1)         |  |
|  |             | Wayne Black     | Wayne Black     | 7           | 6           |  |  |              | Wayne Black    | Wayne Black    | 6            | 7            |  |
|  | 15          | Michael Russell | Michael Russell | 63          | 2           |  |  |              |                |                |              |              |  |

### Sezione 6
|  | Primo turno | Primo turno    | Primo turno    | Primo turno | Primo turno |  |  | Ultimo turno | Ultimo turno   | Ultimo turno   | Ultimo turno | Ultimo turno |  |
|  |             |                |                |             |             |  |  |              |                |                |              |              |  |
|  | 6           | Hyung-Taik Lee | Hyung-Taik Lee | 6           | 6           |  |  |              |                |                |              |              |  |
|  |             | Michal Ciszek  | Michal Ciszek  | 3           | 2           |  |  | 6            | Hyung-Taik Lee | Hyung-Taik Lee | 7            | 6            |  |
|  |             | Harel Levy     | Harel Levy     | 6           | 6           |  |  |              | Harel Levy     | Harel Levy     | 5            | 1            |  |
|  | 11          | Oleg Ogorodov  | Oleg Ogorodov  | 4           | 2           |  |  |              |                |                |              |              |  |

### Sezione 7
|  | Primo turno | Primo turno     | Primo turno  | Primo turno | Primo turno |  |  | Ultimo turno | Ultimo turno    | Ultimo turno    | Ultimo turno | Ultimo turno |  |
|  |             |                 |              |             |             |  |  |              |                 |                 |              |              |  |
|  | 7           | Kenneth Carlsen | 4            | 6           | 6           |  |  |              |                 |                 |              |              |  |
|  |             | Nenad Zimonjić  | 6            | 3           | 3           |  |  | 7            | Kenneth Carlsen | Kenneth Carlsen | 6            | 7            |  |
|  |             | Gastón Etlis    | Gastón Etlis | 6           | 7           |  |  |              | Gastón Etlis    | Gastón Etlis    | 2            | 68           |  |
|  | 16          | Ivo Karlović    | Ivo Karlović | 4           | 64          |  |  |              |                 |                 |              |              |  |

### Sezione 8
|  | Primo turno | Primo turno      | Primo turno      | Primo turno | Primo turno |  |  | Ultimo turno | Ultimo turno | Ultimo turno | Ultimo turno | Ultimo turno |  |
|  |             |                  |                  |             |             |  |  |              |              |              |              |              |  |
|  | 8           | George Bastl     | George Bastl     | 6           | 6           |  |  |              |              |              |              |              |  |
|  |             | Kristian Capalik | Kristian Capalik | 2           | 3           |  |  | 8            | George Bastl | George Bastl | 2            | 4            |  |
|  | 10          | Alex Kim         | Alex Kim         | 7           | 6           |  |  | 10           | Alex Kim     | Alex Kim     | 6            | 6            |  |
|  |             | Andrew Nisker    | Andrew Nisker    | 65          | 3           |  |  |              |              |              |              |              |  |